# 仙台市立榴岡小学校
仙台市立榴岡小学校（せんだいしりつ つつじがおかしょうがっこう）は、宮城県仙台市宮城野区榴ケ岡にある公立小学校である。

## 概要
仙台駅東口から宮城野通を中心としたエリアが学区である。学区内は榴岡天満宮や仙台サンプラザ、榴岡公園、ヨドバシカメラ、楽天生命パーク宮城がある。

## 沿革
《主な出典： 》
- 1907年（明治40年）
  - 3月30日 - 東八番丁小学校設置[5]。
  - 4月1日 - 東八番丁尋常小学校として私立東華女学校（所在地：仙台市清水小路）内に開校[注釈 1]。
  - 6月15日 - 新築校舎落成[5]。所在地：仙台市東八番丁85番地[2][注釈 2]。
- 1921年（大正10年）
  - 11月1日 - 榴岡尋常小学校と改称[8]。
  - 11月6日 - 移転改築工事竣工、落成式挙行[9]。所在地：不詳[注釈 3]。
- 1941年（昭和16年）4月1日 - 仙台市榴岡国民学校と改称[12]。
- 1947年（昭和22年）
  - 3月24日 - 失火により全焼[13][14]。片倉製糸紡績仙台製糸所（所在地：仙台市東八番丁107番地）に仮校舎を開設、一部は第六中学校を借用[4]。
  - 4月1日 - 学制改革により仙台市立榴岡小学校と改称。
  - 11月 - 元騎兵隊施設を改装し校舎とする[14]。所在地：仙台市宮城野町1番地[15][16]。
- 1949年（昭和24年）10月24日 - 校旗及び新校歌制定（作詩：渡辺波光、作曲：海鋒義美）。
- 1956年（昭和31年）8月24日 - 仙台市立東華中学校と校舎（校地）交換[17]。所在地：仙台市東九番丁88番地[18][19]。
- 1968年（昭和43年） - 当時の所在地の表記：仙台市東九番丁88番地の1[20]。
- 1989年（平成元年）4月1日 - 政令指定都市・区制移行により所在地の表記変更：仙台市宮城野区東九番丁88番地の1[21]。
- 2015年（平成27年）9月19日 - 仙台駅東第二土地区画整理事業の換地処分公告（同月18日）に伴う所在地の町名・地番の表示変更：仙台市宮城野区榴ケ岡103番地の2[22]。

## 通学区域
- 小田原牛小屋丁、小田原清水沼通、小田原大行院丁、小田原広丁、小田原山本丁、小田原弓ノ町、小田原、五輪、榴ケ岡、榴岡、鉄砲町、鉄砲町中、鉄砲町西、鉄砲町東、名掛丁、二十人町、宮城野[23]

## 進学先中学校
- 宮城野中学校、東華中学校にそれぞれ進学する。

## 交通
- JR仙石線榴ケ岡駅より徒歩8分。
- 仙台駅より徒歩10分。